# Емфизем скротума
Емфизем скротума (ЕС) или пнеумоскротум једна је од ретких секундарних промена, које са карактеришу продором ваздуха у поткожно ткиво скротума (мошница).    Иако је сам по себи пнеумоскротум бенигна болест, процес који је довео до накупљања ваздуха у скротум мора у потпуности бити разјашњен, јер је терапија увек усмерене ка отклањању примарног узрока.
Присуство пнеумоскротума је често бенигно; међутим, у правом клиничком окружењу, може бити изузетно важно и корисно клиничко средство за рану идентификацију и благовремено лечење по живот опасних дијагноза, као што је нпр. тензиони пнеумоторакс.

## Епидемиологија
Прва инциденца пнеумоскротума пријављена је 1912. године након нефростомије, а у 21. веку, пријављено је неколико случајева. У литератури се наводи само 59 случајева који су документовани између 1972. и 2013. године, са различитим етиологијама  укључујући увођење ваздуха у плеуралну шупљину. или трбушну дупљу и локалне инфекције као што је Фурнијеова гангрена.

## Етиопатогенеза
Настаје као ретка компликација која може бити последица различитих етиологија и може бити од суштинског значаја у дијагнози тих узрочних фактора, посебно оних опасних по живот, као што су инфекција или отворене повреда у региону скротума, или у удаљеним регионима (што је доста ретко, нпр после повреде грудног коша). 
Пнеумоскротум је стање које је дефинисано ваздухом унутар скроталне врећице. Састоји се од две презентације: емфизема скротума и пнеуматокеле. Стање није примарни ентитет, већ секундарно у односу на друге узроке. 
У неким етиологијама као што је инфекција скротума код Фурнијеове гангрене, ваздух потиче директно из скроталне кесе. Међутим, у ретким случајевима, порекло ваздуха може бити екстраскротално и може се пптицати из грудног коша или абдомена. Предложени механизам екстраскроталног ширења је преко отвореног процеса вагиналиса који може бити присутан у 15% до 30% одраслих или кроз дисекцију кроз пнеумомедијастинум, Скарпину фасцију у трбушном зиду или ретроперитонеално ткиво до скроталне вреће. Овај екстраскротални ваздух је јатроген у 50% случајева због инвазивних процедура као што су колоноскопије или секундарно тупе или продорне торакоабдоминалне трауме.
Од ових етиологија, права инциденца пнеумоскротума секундарног тупе торакалне трауме и тензионог пнеумоторакса је непозната због оскудице литературе о одређеној теми,. За сада постоји само неколико пријављених случајева пнеумоскротума у енглеској литератури.
Јатрогени пнеумоскротум је веома необична компликација колоноскопије и, по општем правилу, има бенигни исход.

## Клиничка слика
Клинички ЕС је генерално безболно стање и манифестује се као отицање скротума и појава крепитација (пуцкетања) при палпацији скротума.

## Дијагноза
Дијагноза је релативно једноставна јер се осим тумефакције, напетости и бола, при палпацији скротума констатују крепитације (пуцкетање).
С обзиром на предност ове патофизиологије и пнеуматике опасне по живот, као што је перинеум, као што је етинеум . или пнеумоторакс, не треба занемарити важност проналажења узрока пнеумоскротума у окружењу трауме. Овај налаз може довести до раније дијагнозе, али што је још важније, правовремене интервенције која спашава живот. 

## Диференцијална дијагноза
Разматрање различите дијагноза је важно  јер пнеумоскротум може настати из екстрагениталних анатомских локација и погрешна дијагноза ових стања може бити потенцијално фатална.

## Терапија
Промена најчешће пролази без хируршке терапије. У одређеним ситуацима може се евентуално  направи дренажа иглом за давање ињекције.
У одсуству било каквих знакова који би указивали на интраперитонеалну инфламацију, избор лечења треба да буде пажљиво клиничко посматрање, уз разумну употребу антибиотика и серијски надзор пацијента.